# شطرنج چینی
شطرنج چینی (به انگلیسی: Chinese chess) یا ژیانگ‌چی (به انگلیسی: Xiangqi) (به چینی: 象棋) یک بازی استراتژیکی و تخته‌ای دو نفره است که یکی از محبوب‌ترین بازی‌های تخته‌ای در چین به‌شمار می‌رود. از بازی‌های هم‌خانوادهٔ آن می‌توان به شطرنج غربی (یا بین‌المللی یا همان شطرنج رایج)، شوگی، جانگی و شطرنج هندی اشاره کرد. علاوه بر چین این سرگرمی در ویتنام هم از دیرباز شناخته شده‌است.

این بازی رزم بین دو ارتش را برای تسخیر شاه دشمن نشان می‌دهد.

## تاریخچهٔ بازی

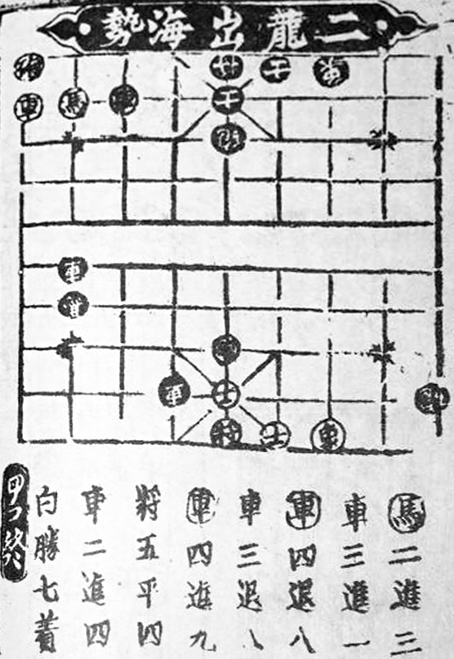
شطرنج چینی

نظریهٔ رایج مورد قبول، که توسط هارولد جیمز راتون موری مطرح‌شده، بیان می‌کند که بازی‌هایی که از خانوادهٔ شطرنج هستند در اصل از هند نشئت گرفته‌اند و سپس از آنجا به سایر نقاط جهان گسترش یافتند. یکی از شاخه‌های شطرنج به صورت شطرنج چینی امروز تکامل یافته‌است که ممکن است از بازی‌های دیگری که در آن زمان در چین بازی می‌شد نیز تأثیرگرفته باشد.
منابعی که در مورد بازی شطرنج چینی وجود دارد، به دوران جنگ‌های ایالتی بازمی‌گردد. امپراتور وو از ژو شمالی، در سال ۵۶۹ پس از میلاد کتابی نوشت. اعتقاد بر این است که در آن کتاب قوانین یک بازی بر پایه نجومی به نام ژیانگ چی (xiangqi) پرداخت. کلمه "ژیانگ چی" اغلب به صورت " بازی فیل‌ها " یا " بازی اشکال " ترجمه می‌شود.
با گسترش اقتصادی و فرهنگی دودمان چینگ، ژیانگ چی وارد یک مرحلهٔ جدید شد. مکتب‌های متفاوتی از محفل‌های بازیکنان روی کار آمد. با شهرت یافتن ژیانگ چی، کتاب‌ها و راهنماهای متفاوتی دربارهٔ تکنیک‌های بازی منتشر شدند. این موارد نقش مهمی در محبوبیت شطرنج چینی و بهبود تکنیک‌های بازی در دوران مدرن شد.